# Biała lista (informatyka)
Biała lista – zbiór stron lub adresów IP, które mają większe uprawnienia od wszystkich i tym bardziej niebezpiecznych stron. Adresy z białej listy są określone jako „godne zaufania”. Z białych list korzystają przeglądarki internetowe, skrzynki e-mailowe i antywirusy. Część z nich użytkownik może konfigurować sam, a część jest dodawana odgórnie. Dodanie do listy jest często powiązane z rozpoznaniem odpowiedniego certyfikatu, który zapewnia, że strona jest bezpieczna.